# حافظ سلامة
الشيخ حافظ سلامة (6 ديسمبر 1925 - 26 أبريل 2021) بطل وقائد المقاومة الشعبية في مدينة السويس وأحد رموز العمل الخيري.

## نشأته
ولد الشيخ حافظ علي أحمد سلامة، بالسويس في 6 ديسمبر 1925م أثناء الاحتلال الإنجليزي لمصر، وكان حافظ الابن الرابع لوالده الحاج علي سلامة الذي كان يعمل في تجارة الأقمشة. بدأ حافظ سلامة تعليمه بكتاب الحي ثم التعليم الإبتدائي الأزهري وأخذ في تثقيف نفسه في العلوم الشرعية والثقافة العامة ودرس العديد من العلوم الدينية ثم عمل في الأزهر واعظًا، حتى أصبح مستشارًا لشيخ الأزهر لشؤون المعاهد الأزهرية حتى 1978م، ثم أحيل إلى التقاعد.
انتسب للعمل الخيري مبكرا وشارك في العديد من الجمعيات الخيرية في السويس، وكان له دور اجتماعي وسياسي ونضالي بارز حيث ساهم في دعم المقاومة والمشاركة في العمليات الفدائية والتعبئة العامة للفدائيين.

## نضاله ضد الإنجليز
بعد نشوب الحرب العالمية الثانية بين قوات المحور وقوات الحلفاء أصبحت السويس أحد مناطق الصراع بين القوتين، وكانت مصر واقعة تحت الاحتلال الإنجليزي آنذاك، مما أدى إلى هجرة أهالي السويس ومنهم عائلة الشيخ حافظ سلامة والذي رفض أن يهاجر معهم وفضل البقاء في السويس وكان عمره آنذاك 19 عاما، وكان يوفر نفقاته من إدارته لمحل الأقمشة الذي يمتلكه والده وكان يرسل الأموال لعائلته التي هاجرت إلى القاهرة.
شاهد الشيخ حافظ سلامة الحرب الدائرة بين القوتين في بلده، ولم ينأ بنفسه عن المعركة بل لعب دورا كبيرا في عمليات الدفاع المدني لمساعدة الجرحى والمصابين
في العام 1944م قابل حافظ سلامة أحد الحجاج الفلسطينيين الذين كانوا يمروا من السويس عندما كان يربط بين ميناء السويس والقدس شريط سكك حديد كان الحجاج الفلسطينيين يستخدمونه في الذهاب إلى الأراضي المقدسة، وقد طلب من الشيخ حافظ توفير حجارة الولاعات التي تستخدم في صناعة القنابل اليدوية كما أمدّه الشيخ أيضا بالسلاح لمساندة المقاومة الفلسطينية ضد الاحتلال، حتى قبض عليه في إحدى المرات وحوكم بالسجن 6 أشهر ولكن أُفرج عنه بعد 59 يوم بعد وساطة من أحد أمراء العائلة المالكة في دولة مصر.
انضم الشيخ حافظ سلامة إلى جماعة شباب محمد والتي أنشأها مجموعة من الأشخاص المنشقين عن الإخوان المسلمين وحزب مصر الفتاة عام 1948م وشارك الشيخ حافظ من خلال تلك الجمعية في النضال الوطني الإسلامي في مصر ضد الاحتلال الإنجليزي، وبعد انضمامه بفترة قصيرة أُعلن قيام دولة إسرائيل في نفس العام، وإعلان الجيوش العربية للحرب، وأراد الشيخ حافظ التطوع في صفوف الفدائيين والسفر إلى فلسطين لقتال العصابات الصهيونية، لكن قيادة جماعته طلبت منه حينذاك عدم السفر باعتبار أن العدو الحقيقي لا يزال رابضا في مصر.
فشكّل حافظ أول فرقة فدائية في السويس، كانت مهمتها الرئيسية مهاجمة قواعد القوات الإنجليزية الرابضة على حدود المدينة، والاستيلاء على كل ما يمكن الحصول عليه من أسلحة وذخائر، كان يتم تسليمها للمركز العام للجمعية في القاهرة، لتقوم هي بعد ذلك بتقديمها دعمًا للفدائيين في فلسطين، وبعد هزيمة الجيوش العربية انخرط في العمل الخيري والدعوى من خلال الجمعية.
في يناير عام 1950م أُلقي القبض عليه على إثر مقال كتبه في جريدة النذير انتقد فيه نساء الهلال الأحمر بسبب ارتدائهن أزياء اعتبرها مخالفة للزي الشرعي. بعد قيام ثورة 23 يوليو 1952م وتحديدا في الستينات أصدر جمال عبد الناصر قرارا بحل جمعية شباب محمد وإغلاق صحفها على خلفية مقالات تهاجم فيها العلاقات السوفيتية المصرية.

## دوره في حرب أكتوبر
لعب الشيخ حافظ سلامة دورا هاما في عملية الشحن المعنوي لرجال القوات المسلحة بعد أن نجح في إقناع قيادة الجيش بتنظيم قوافل توعية دينية للضباط والجنود تركز على فضل الجهاد والاستشهاد وأهمية المعركة مع اليهود عقب هزيمة 1967م والاستعداد لحرب عام 1973م، وكانت هذه القوافل تضم مجموعة من كبار الدعاة وعلماء الأزهر وأساتذة الجامعات في مصر مثل شيخ الأزهر عبد الحليم محمود والشيخ محمد الغزالي، والشيخ حسن مأمون، والدكتور محمد الفحام، والشيخ عبد الرحمن بيصار وغيرهم، ويقول اللواء عبد المنعم واصل قائد الجيش الثالث الميداني عن الدور الذي لعبه الشيخ حافظ سلامة في تلك الفترة: «الشيخ حافظ سلامة كان صاحب الفضل الأول في رفع الروح المعنوية للجنود على الجبهة، بل إن الجميع كانوا يعدونه أبا روحيا لهم في تلك الأيام العصيبة»، نجحت القوافل نجاحًا كبيرًا فصدر قرار بتعميمها على جميع وحدات الجيش المصري في طول البلاد وعرضها كنوع من الاستعداد للمعركة الفاصلة مع اليهود.

### معركة السويس
تعد قيادة الشيخ حافظ سلامة لعمليات المقاومة الشعبية في مدينة السويس بدءًا من يوم 22 أكتوبر 1973م هي المحطة الأهم في حياة الشيخ حافظ سلامة، حيث تسللت إسرائيل إلى غرب قناة السويس في منطقة « الدفرسوار » القريبة من الإسماعيلية بهدف حصار الجيش الثالث الميداني بالضفة الشرقية للقناة وتهديد القاهرة واحتلال مدينة السويس بإيعاز من الولايات المتحدة الأمريكية حتى تجد ما تفاوض عليه في اتفاقية وقف القتال، وأسلمت القيادة الإسرائيلية هذه المهمة إلى الجنرال أدان الذي وجه إنذار إلى محافظ السويس بالاستسلام أو تدمير المدينة بالطيران الإسرائيلي، ولكن الشيخ حافظ سلامة ومعه عدد من القيادات الشريفة المجاهدة، ومعه جميع أبناء المدينة قرروا رفض تسليم المدينة، واستمرار المقاومة مهما كانت الظروف، ووقف الشيخ حافظ سلامة على منبر مسجد الشهداء ليعلن بدء عمليات المقاومة.
تعرضت المدينة لحصار شديد من القوات الإسرائيلية وقصف مستمر من الطائرات وتقدمت إلى المدينة 200 دبابة وكتيبة من جنود المظلات وكتيبتين من جنود المشاة بعربات مدرعة، وعلى الرغم من موافقة إسرائيل على قرار مجلس الأمن بوقف إطلاق النار إلا أنها لم تلتزم بقرار ثان لنفس المجلس وواصلت هجومها على المدينة، واقتحمت قوة من الجيش الإسرائيلي مبنى قسم شرطة الأربعين وحاصرته بدباباتها ومدرعاتها إلا أن رجال المقاومة تصدوا لها مع عدد من رجال القوات المسلحة في معركة دامية، كانت نتيجتها تدمير جميع دبابات العدو ومدرعاته التي اقتحمت المدينة، وسقوط عدد من رجال المقاومة شهداء
بدأت أعداد القتلى والجرحى الإسرائيليين في التزايد بأيدي القوات المسلحة ورجال ونساء وأطفال السويس حتى تم اندحار القوات الإسرائيلية عقب أكبر هزيمة لمعركة الدبابات حيث فقدت إسرائيل فيها 76 دبابة ومصفحة بأسلحة المقاومة.
يصف سعد الدين الشاذلي رئيس أركان حرب القوات المسلحة وقت الحرب هذا الدور قائلاً: «إن الشيخ حافظ سلامة رئيس جمعية الهداية الإسلامية، إمام وخطيب مسجد الشهداء، اختارته الأقدار ليؤدي دورًا رئيسيًّا خلال الفترة من 23– 28 أكتوبر عام 1973 عندما نجحت قوات المقاومة الشعبية بالتعاون مع عناصر من القوات المسلحة في صد هجمات العدو الإسرائيلي وإفشال خططه من أجل احتلال المدينة الباسلة.»

## مشاركته في ثورة 25 يناير

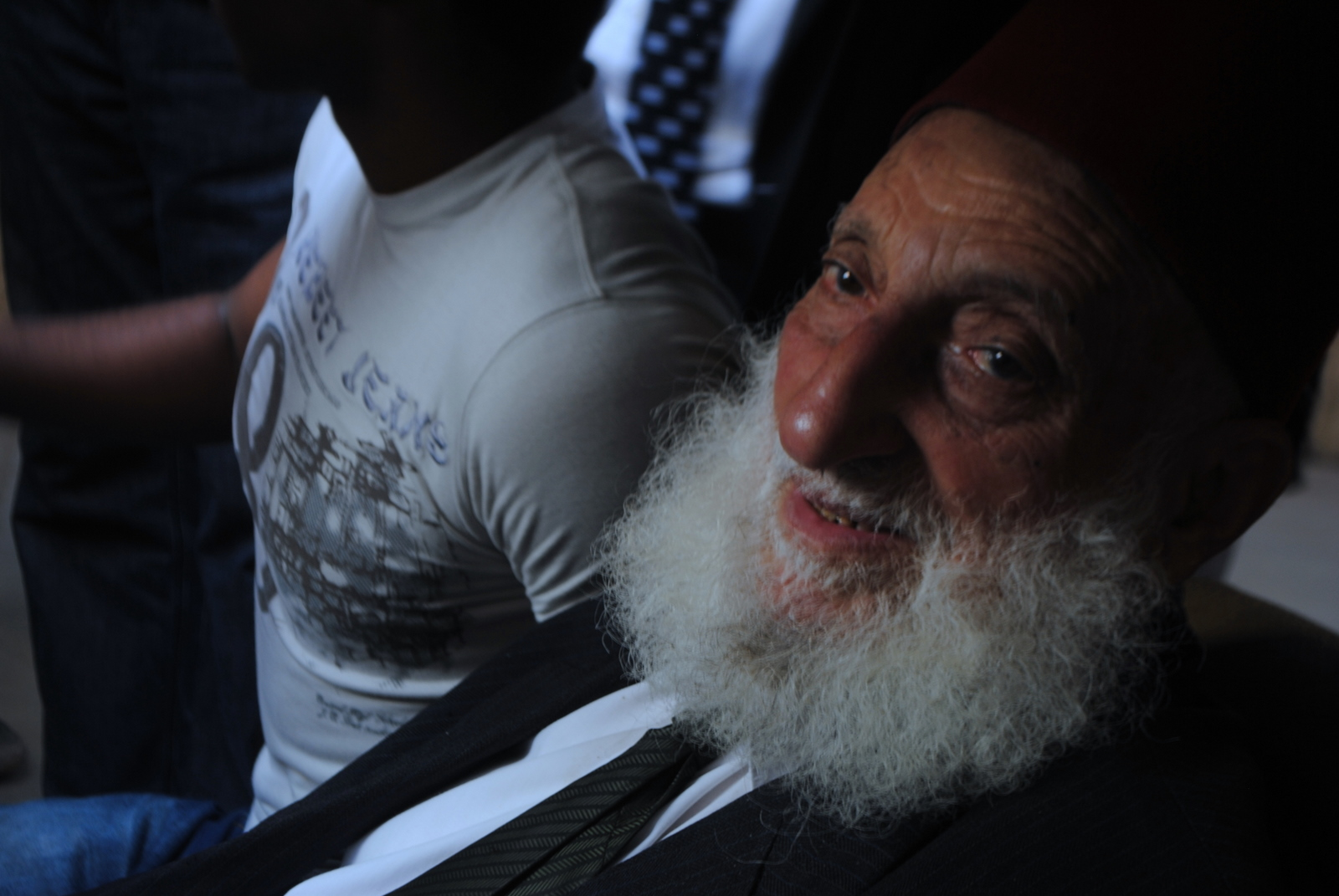
حافظ سلامة في ميدان التحرير في 25 نوفمبر 2011.

انضم الشيخ سلامة إلى المعتصمين المطالبين بتنحي حسني مبارك عن الحكم في ميدان التحرير خلال ثورة 25 يناير عام 2011 م وأصدر بياناً يناشد فيه الجيش المصري بالتدخل الفوري لإنقاذ مصر. كما شارك الشيخ سلامة بقيادة وتنظيم مجموعات الدفاع الشعبي عن الأحياء السكنية في مدينة السويس ضد عمليات السلب والنهب التي انتشرت بسبب الفراغ الأمني أثناء الاحتجاجات.
في الرابع من شهر مايو عام 2012، شارك الشيخ حافظ سلامة في جمعة الزحف بالعباسية متضامنا مع مطالب القصاص لشهداء العباسية الذين قتلوا على أيدي بلطجية ووقوف الشرطة العسكرية والجيش دون تحريك ساكنا، وكان الشيخ متواجدا داخل مسجد النور عندما قام الجيش بفض الاعتصام.

## مشاركته في الثورات العربية

### ثورة ليبيا
في يوم الأحد 20 مارس 2011 قام الشيخ حافظ سلامة يصل ليبيا لدعم الثوار وبصحبته خمسين طن مواد غذائية..
عبر الشيخ حافظ سلامة قائد المقاومة الشعبية بالسويس صباح اليوم الأحد منفذ السلوم في طريقه إلى بنغازي للانضمام إلى الثوار لدعمهم والشد من أزرهم، وبحسب صحيفة «الوفد» حمل الشيخ حافظ سلامة معه خمسين طن مواد غذائية ومساعدات طبية وأدوية، كما اصطحب 14 متطوعاً لمساعدته في توزيع المساعدات.
أكد سلامة في اتصال هاتفي عقب عبوره منفذ السلوم ودخوله الأراضي الليبية اعتزامه التوجه إلى كافة المدن لمساندة الثوار ودعمهم وتأكيد وقوف الشعب المصري مع الشعب الليبي إلى حين حصوله على حقوقه الديمقراطية.

### الانتفاضة الفلسطينية الثالثة
في الخامس من شهر مايو عام 2011، أكد الشيخ حافظ سلامة عزمه المشاركة في فعاليات الانتفاضة الفلسطينية الثالثة، وجاء ذلك بعد أن تجمع عدد كبير من الشباب أمام مسجد الشهداء بالسويس يطالبون الشيخ حافظ بأن يقود قافلة الحرية المصرية، والتي تتوافق مع انطلاق قوافل أخرى من كافة الدول العربية وجميع المحافظات المصرية للأراضي الفلسطينية في 15 من شهر مايو عام 2011.

### ثورة سوريا
يوم السبت 13 أكتوبر 2012 قام الشيخ بالسفر لسوريا عبر الحدود التركية للمشاركة في ثورة سوريا والشد على أيدي الثوار
وكان الشيخ حافظ سلامة قد «غادر مصر متوجها إلى الحدود التركية – السورية ومنها عبَرَ إلى داخل سوريا».

## نشاطه الخيري
قام بإنشاء جمعية الهداية الإسلامية، وهي الجمعية التي قامت بمهمة تنظيم الكفاح الشعبي المسلح ضد إسرائيل في حرب الاستنزاف منذ عام 1967م وحتى عام 1973م.
كذلك له عدة إنجازات منها بناء المساجد مثل مسجد النور بالعباسية ومسجد الرحمن بشبرا الخيمة والعديد من المساجد في مدينة السويس التابعة لجمعية الهداية، وبناء المدارس الإسلامية بمدينة السويس ومساعدة المحتاجين.
وظل له دور سياسي واضح في دعمه المادي والمعنوي لشعب فلسطين ولبنان وأفغانستان وغيرها من بلاد المسلمين، ودور اجتماعي هام في مجتمعه مثل الحملة الشعبية التي قادها في السويس لرفض إقامة مشروع مصنع «أجريوم» للبتروكيماويات في مدينة السويس وذلك خوفا من آثاره البيئية الخطيرة .

## اعتقاله
اعتُقل الشيخ حافظ سلامة بعد ذلك في إطار الاعتقالات التي نفذها النظام الناصري ضد الإخوان المسلمين وظل حافظ سلامة في السجن حتى نهاية 1967م بعد حدوث النكسة، وكان يقضي عقوبته في العنبر رقم 12، أُفرج عن الشيخ حافظ سلامة في ديسمبر عام 1967م
وبسبب رفض الشيخ حافظ سلامة زيارة السادات للقدس عام 1977 ومعاهدة كامب ديفيد عام 1979م مما جعل الرئيس السادات يضعه على رأس قائمة اعتقالات سبتمبر 1981م، وقد أُفرج عنه بعد اغتيال السادات.

## وفاته
توفي الشيخ حافظ سلامة يوم الاثنين 14 رمضان 1442 هجريًّا، الموافق 26 أبريل 2021 ميلاديًّا عُقب وعكة صحية تعرض لها في أول أيام شهر رمضان أُدخل على إثرها مستشفى الدمرداش في العاصمة المصرية القاهرة حيث توفي فيها.

## وصلات خارجية
- حافظ سلامة.. روح الجهاد لا تنطفئ
- حافظ سلامة.. الرجل والملحمة